# William Stanley (mort en 1495)
Pour les articles homonymes, voir William Stanley.
William Stanley est un chevalier anglais né vers 1435 et mort le 16 février 1495. Frère cadet du baron Thomas Stanley, il participe à plusieurs batailles de la guerre des Deux-Roses et joue notamment un rôle décisif dans la victoire d'Henri Tudor à Bosworth en 1485.

## Biographie
Né à Lytham, dans le Lancashire, William Stanley est le fils cadet du baron Thomas Stanley. Il combat pour la maison d'York à la Bataille de Blore Heath en 1459 et suit dans l'exil les chefs de cette maison l'année suivante. L'avènement d'Édouard IV, en 1461, lui permet de rentrer en Angleterre. Il reçoit rapidement des responsabilités dans le nord du pays de Galles, devenant notamment shérif du Flintshire. En 1465, il reçoit les terres et le château de Skipton, auparavant aux mains des Clifford, partisans de la maison de Lancastre.
William Stanley reste fidèle à Édouard IV durant la rébellion du comte de Warwick, qui rallie les Lancastre. À la suite de la bataille de Tewkesbury en 1471, il capture la reine Marguerite d'Anjou, qui menait les forces de Lancastre, et le roi le fait banneret. Son objectif est alors de constituer un domaine continu pour la famille Stanley qui s'étende du Lancashire au Flintshire en passant par le Cheshire. C'est à cette fin qu'il échange le domaine de Skipton contre celui de Chirk en 1475.
La famille Stanley se range derrière Richard III lorsque celui-ci monte sur le trône en 1483. William participe à l'écrasement de la révolte du duc de Buckingham, et le roi le nomme chef justicier du Nord du pays de Galles en remplacement de ce dernier. Le roi lui accorde également des terres dans la région.
Bien qu'ayant été pendant deux ans fidèle à Richard, Stanley change de camp en 1485 et apporte son soutien au prétendant Henri Tudor. Lors de la bataille de Bosworth, son offensive contre les forces de Richard joue un rôle décisif dans la victoire d'Henri, tandis que son frère Thomas, dont le fils était retenu en otage par Richard, reste en retrait. D'après Polydore Virgile, William Stanley aurait même sauvé la vie d'Henri sur le champ de bataille. Après son sacre, le nouveau roi Henri VII récompense William en le faisant Lord Chambellan et Chambellan de l'Échiquier (en). Il bénéficie alors d'une fortune exceptionnelle, estimée à 400 000 marcs pour un revenu annuel de 3 000 livres, mais contrairement à son frère, qui est titré comte de Derby, il n'est pas élevé à la pairie d'Angleterre, ce qui pourrait avoir suscité un certain ressentiment à l'égard du roi.
En 1495, William Stanley est accusé d'avoir soutenu Perkin Warbeck, un prétendant au trône qui se faisait passer pour Richard de Shrewsbury. Il pourrait avoir sincèrement cru avoir affaire au fils cadet d'Édouard IV, un roi auquel il était resté farouchement fidèle. De son côté, Henri VII semble avoir profité de l'occasion pour éliminer un chambellan devenu trop puissant à son goût. Stanley est donc jugé coupable et condamné à être pendu, traîné et équarri. Le roi consent à commuer cette peine en décapitation, et l'exécution a lieu le 16 février à Tower Hill.

## Mariages et descendance
William Stanley se marie en 1465 avec Jane, la fille du vicomte John Beaumont, veuve du baron John Lovel. Il se remarie vers 1471 avec Elizabeth Hopton, fille de Thomas Hopton, qui lui donne une fille, Jane Stanley.